# Resolutie 1953 Veiligheidsraad Verenigde Naties
Resolutie 1953 van de Veiligheidsraad van de Verenigde Naties werd op 14 december 2010 door de VN-Veiligheidsraad aangenomen.
De resolutie verlengde de VN-vredesmacht op Cyprus wederom met een half jaar.
Turkije leverde de enige tegenstem uit protest tegen de verwijzing naar de "Cypriotische overheid" terwijl het eiland als sedert decennia de facto uit twee landen bestaat.
Het land zou evenwel blijven meewerken aan de uitvoering van de resolutie.

## Achtergrond
Nadat in 1964 geweld was uitgebroken tussen de Griekse- en Turkse bevolkingsgroep op Cyprus stationeerden de VN de UNFICYP-vredesmacht op het eiland. Die macht wordt sindsdien om het half jaar verlengd. In 1974 bezette Turkije het noorden van Cyprus na een Griekse poging tot staatsgreep. In 1983 werd dat noordelijke deel met Turkse steun van Cyprus afgescheurd. Midden 1990 begon het toetredingsproces van (Grieks-)Cyprus tot de Europese Unie maar de EU erkent de Turkse Republiek Noord-Cyprus niet. In 2008 werd overeengekomen een federale overheid met één internationale identiteit op te richten, naast twee gelijkwaardige deelstaten.

## Inhoud

### Waarnemingen
De Cypriotische overheid stemde ermee in dat, gezien de situatie op het eiland, het noodzakelijk was de VN-troepen ter plaatse te houden.
De Raad verwelkomde wel de vooruitgang die reeds gemaakt werd in de onderhandelingen.
Men was wel bezorgd over de trage vooruitgang en benadrukte dat een status quo onaanvaardbaar bleef.
Alle partijen moesten constructief blijven meewerken, want volgens de secretaris-generaal was een oplossing binnen handbereik.
Ook werd het belang van de openstelling van de Groene Lijn voor de bevolking nog eens aangehaald.
De secretaris-generaal bevestigde ook dat de veiligheidssituatie op het eiland en langsheen de Groene Lijn stabiel bleef.

### Handelingen
Op aanbevelen van de secretaris-generaal werden de leiders van Grieks- en Turks Cyprus opgeroepen om:
a. Intenser te onderhandelen,
b. De sfeer waarin werd onderhandeld te verbeteren, door onder meer informatie te verschaffen aan de bevolking,
c. De bevolking er meer bij te betrekken.
De Veiligheidsraad drong ook aan op de uitvoering van vertrouwensmaatregelen.
Hij verlengde verder het mandaat van de UNFICYP-vredesmacht tot 15 juni 2011.
Beide partijen werden voorts opgeroepen dringend en in samenspraak met UNFICYP de bufferzone af te bakenen.
De Turks-Cyprioten werden ook opgeroepen het militaire status quo dat tot 30 juni 2000 bestond in Strovilia te herstellen.

## Verwante resoluties
- Resolutie 1898 Veiligheidsraad Verenigde Naties (2009)
- Resolutie 1930 Veiligheidsraad Verenigde Naties
- Resolutie 1986 Veiligheidsraad Verenigde Naties (2011)
- Resolutie 2026 Veiligheidsraad Verenigde Naties (2011)

Lijst ·  1908 ·  1909 ·  1910 ·  1911 ·  1912 ·  1913 ·  1914 ·  1915 ·  1916 ·  1917 ·  1918 ·  1919 ·  1920 ·  1921 ·  1922 ·  1923 ·  1924 ·  1925 ·  1926 ·  1927 ·  1928 ·  1929 ·  1930 ·  1931 ·  1932 ·  1933 ·  1934 ·  1935 ·  1936 ·  1937 ·  1938 ·  1939 ·  1940 ·  1941 ·  1942 ·  1943 ·  1944 ·  1945 ·  1946 ·  1947 ·  1948 ·  1949 ·  1950 ·  1951 ·  1952 ·  1953 ·  1954 ·  1955 ·  1956 ·  1957 ·  1958 ·  1959 ·  1960 ·  1961 ·  1962 ·  1963 ·  1964 ·  1965 ·  1966